# 임찬규
임찬규(任燦圭, 1992년 11월 20일~)는 대한민국의 야구 선수로 KBO 리그 LG 트윈스의 투수로 활동하고 있다.

## 어린 시절과 아마추어 경력
임찬규는 1992년 11월 20일 서울특별시 강남구에서 태어났다. 어린 시절부터 야구팀 LG 트윈스을 응원한 팬이었으며 서울가동초를 졸업한 후 배명중학교에 진학했다. 배명중 2학년 때 청원중학교로 전학을 갔으며 그 학교를 졸업했다.
이후 휘문고등학교 야구부 소속으로 활동했으며 고 3때인 2010년 덕수고등학교와의 대통령배 결승전 연장 승부에서 구원등판하여 14년 만의 대통령배 우승에 기여했다. 그는 이 대회 MVP를 수상했다.

## 프로 경력
신인 드래프트 1라운드에서 전체 2순위로 LG 트윈스의 지명을 받아 계약금 3억원, 연봉 2,400만원의 조건으로 입단하였다. 주로 중간 계투로 등판했고, 65경기에 등판해 9승 6패, 7세이브를 기록했다. 시즌 막판에는 선발로 2경기에 등판했으나 선발로는 안 좋은 모습을 보였고, 4점대 평균자책점을 기록했다.
2012년 시즌에서는 데뷔 첫 선발 승을 기록했다. 데뷔 때 등번호로 1번을 썼으나 시즌 후 당시 경찰 야구단에서 제대한 우규민에게 넘겨줬다. 2013년 시즌 후 배영섭, 신재영 등과 함께 군 복무를 위해 경찰 야구단에 입단했다. 이후 2015년 9월 25일에 제대하면서 LG 트윈스로 복귀했다.
2016년 8월 4일 두산전에서 5.2이닝 3실점을 기록했다.
2017년 시범 경기에서 5선발 후보 중 가장 좋은 경기 내용을 기록해 5선발로 낙점받았다. 시즌 첫 선발 경기가 우천 취소로 등판 일정이 밀리며 컨디션 조절에 애를 먹었고, 4월 9일 롯데전에서 3.1이닝 6사사구, 3실점으로 패전 투수가 됐다. 4월 15일 kt전에서 5이닝 무실점, 3탈삼진, 4월 21일 KIA전에서는 5이닝 1실점, 6탈삼진을 기록하며 좋은 모습을 보이기 시작했고 4월 27일 SK전에서는 7.1이닝 7탈삼진, 무실점으로 1668일만의 QS+를 기록해 강한 인상을 남겼다. 당시 1선발이었던 데이비드 허프의 부상으로 인해 이탈해 4선발로 승격됐다.
2018년 7월 4일 NC전에서 7이닝 3실점으로 QS+를 기록했다. 7월 19일에 열린 넥센전에서 데뷔 첫 선발 두 자릿수 승을 달성했다.
2020년 시즌에서는 커리어 두번째로 두자리 승수를 기록하였으며 2023년 시즌은 불펜으로 시작했지만 이후 선발로 전향해 14승을 거둬 개인 최다승 기록 갱신과 다승 전체 3위, 국내선수 1위를 하여 정규리그 우승에 공헌하였다. 이후 한국시리즈 3차전에 선발등판하여 3.2이닝 1실점을 기록하였다. 그리고 팀은 29년만에 통합우승을 하였다.
2024년 시즌에서는 2년 연속 10승을 하였고, 준플레이오프에서 포스트시즌 첫 선발승을 포함해 2승을 기록하여 MVP를 수상했다. 플레이오프에서도 1승을 기록하여서 포스트시즌에서 3승을 기록하였다.
2025년 3월 26일, 한화와의 경기에서 커리어 첫 완투 및 완봉승을 이루어냈다.

## 국가대표팀 경력
휘문고 재학 시절인 2010년 5월 대한민국 청소년 대표팀에 발탁되었으며 그 해 7월 캐나다 선더베이에서 열린 2010년 세계 청소년 선수권 대회에 참가했다. 대한민국은 8강에서 오스트레일리아에게 패하여 4강 진출에 실패했다.
프로 데뷔 후인 2012년 10월에 2012년 아시아 선수권 대회 참가할 선수단 대표로 선발되면서 처음으로 대한민국 성인 대표팀에 발탁되었으나 디스크 부상으로 인해 불참했다. 이후 2018년에 인도네시아 자카르타에서 열린 2018년 아시안 게임에 참가하면서 국가대표팀에 데뷔했다. 대한민국은 중화 타이베이를 꺾고 금메달을 획득했다.
2024년 10월 부상으로 이탈한 원태인을 대신하여 2024년 프리미어 12 대회에 참가하는 대한민국 대표팀에 발탁되었다.

## 등번호
- '1' (2011년 ~ 2012년, 2017년 ~ 현재)
- '29' (2013년 ~ 2016년)

## 논란
- 2011년 6월 8일 한화전에서 경기 후반에 정원석이 홈 스틸을 시도하자 그가 황급히 홈으로 송구했으나 이미 투구 동작에 들어가서 이는 보크였다. 그러나 심판들은 이를 인지하지 못하고 정원석의 아웃을 선언하는 오심을 범했다.[8]
- 2013년 5월 26일 SK전에서 끝내기 안타로 LG 트윈스의 승리를 이끌어 경기 MVP로 선정된 정의윤과 당시 KBS N 스포츠의 아나운서였던 정인영이 인터뷰를 진행하고 있었는데 그가 쓰레기통에 물을 받아 인터뷰 중인 정의윤, 정인영을 향해 물벼락을 날렸다. 하지만 그의 실수로 정의윤보다 물을 많이 묻은 정인영은 생중계 중이었지만 잠시 인터뷰를 중지하고 급하게 매무새를 가다듬은 후 다시 인터뷰를 진행했다. 이에 그는 다음 날 사과했지만 KBS N 스포츠의 비난은 계속됐다. 이는 KBS N 스포츠 관계자들과 야구인들과의 싸움으로 번졌다. 특히 KBS 한성윤 기자, 김성태 PD는 야구인들 전체가 인성 교육이 필요하다는 트위터와 페이스북에 감정적인 글을 올렸다. 이에 김정준, 박재홍 등의 야구인들이 반발 의견을 표출하기도 했다. 이 때문에 KBS N 스포츠는 앞으로 LG 트윈스와의 인터뷰는 없을 것이라고 공개적으로 보이콧을 선언했었지만 인터뷰는 계속 하고 있다. 당시 LG 트윈스의 감독이었던 김기태, 당시 주장이었던 이병규와 그는 잠실에서 다시 한번 정식으로 아나운서에게 찾아가 사과했다.[9] 이 사건으로 '물찬규'라는 별명이 생겼다.

## 출신 학교
- 서울가동초등학교
- 청원중학교
- 휘문고등학교

## 통산 기록
| 연도 | 팀명   | 평균자책점 | 경기 | 완투 | 완봉 | 승 | 패 | 세 | 홀 | 승률  | 타자 | 이닝  | 피안타 | 피홈런 | 볼넷 | 사구 | 탈삼진 | 실점 | 자책점 |
| ---- | ------ | ---------- | ---- | ---- | ---- | -- | -- | -- | -- | ----- | ---- | ----- | ------ | ------ | ---- | ---- | ------ | ---- | ------ |
| 2011 | LG     | 4.46       | 65   | 0    | 0    | 9  | 6  | 7  | 0  | 0.600 | 375  | 82⅔   | 73     | 8      | 61   | 1    | 62     | 45   | 41     |
| 2012 | LG     | 4.53       | 18   | 0    | 0    | 1  | 5  | 0  | 1  | 0.167 | 243  | 55⅔   | 71     | 5      | 23   | 1    | 31     | 29   | 28     |
| 2013 | LG     | 4.70       | 17   | 0    | 0    | 1  | 1  | 0  | 0  | 0.500 | 201  | 44    | 51     | 7      | 21   | 0    | 45     | 24   | 23     |
| 2016 | LG     | 6.51       | 15   | 0    | 0    | 3  | 3  | 0  | 1  | 0.500 | 215  | 47    | 46     | 6      | 32   | 6    | 38     | 35   | 34     |
| 2017 | LG     | 4.63       | 27   | 0    | 0    | 6  | 10 | 0  | 0  | 0.375 | 560  | 124⅓  | 133    | 12     | 45   | 24   | 113    | 70   | 64     |
| 2018 | LG     | 5.77       | 29   | 0    | 0    | 11 | 11 | 1  | 0  | 0.500 | 680  | 146⅔  | 195    | 23     | 47   | 13   | 125    | 104  | 94     |
| 2019 | LG     | 4.97       | 30   | 0    | 0    | 3  | 5  | 0  | 2  | 0.375 | 392  | 88⅔   | 84     | 10     | 46   | 7    | 72     | 51   | 49     |
| 2020 | LG     | 4.08       | 27   | 0    | 0    | 10 | 9  | 0  | 0  | 0.526 | 641  | 147⅔  | 143    | 14     | 65   | 5    | 138    | 76   | 67     |
| 2021 | LG     | 3.87       | 17   | 0    | 0    | 1  | 8  | 0  | 0  | 0.111 | 387  | 90⅔   | 76     | 7      | 41   | 3    | 67     | 45   | 39     |
| 2022 | LG     | 5.04       | 23   | 0    | 0    | 6  | 11 | 0  | 0  | 0.353 | 459  | 103⅔  | 113    | 10     | 39   | 7    | 75     | 60   | 58     |
| 2023 | LG     | 3.42       | 30   | 0    | 0    | 14 | 3  | 0  | 1  | 0.824 | 632  | 144⅔  | 142    | 10     | 54   | 5    | 103    | 63   | 55     |
| 통산 | 11시즌 | 4.62       | 298  | 0    | 0    | 65 | 72 | 8  | 5  | 0.468 | 4785 | 1075⅔ | 1127   | 112    | 474  | 72   | 869    | 602  | 552    |

- 굵은 글씨는 해당 시즌 최고 기록